# 築地大橋
築地大橋（つきじおおはし）は、東京都中央区にある隅田川に架かる橋。環二通りが通る。

## 概要
隅田川で最も下流に位置する橋梁。2018年（平成30年）11月4日、環状2号線豊洲 - 築地間の暫定開通に伴い接続する豊洲大橋とともに開通した。東詰側は勝どき陸橋と接続しており、朝潮運河に架かる黎明大橋まで高架が連続する。西詰側で築地虎ノ門トンネルと接続する。
西詰側は旧・築地市場に隣接している。

## 橋の概要
- 橋梁形式 : 鋼3径間連続中路式アーチ橋[2]
- 橋長 : 245 m
- 幅員 : 32.3 m - 48.0 m
- 施工主体 : 東京都

## 築地大橋の技術的特徴
６車線＋両側歩道の広幅員に対して力学的に安定した長寿命の美しい橋として双弦アーチ形式が採用された。また、平成20年度には景観意匠検討委員会が設置され、アーチリブ曲線等の構造ディテールならびに橋面施設デザイン等が採決されている。
橋の幅員が広いため上横支材がない。上横支材がないことによる強度不足対策としてアーチリブを外側に傾斜させ、座屈防止に鉛直資材を設置し更にケーブルを設けている。
歩道側にアーチリブを約14度傾けた特徴的なシルエットのアーチ橋が選定され、車道上部に横支材を必要としないデザインは、通行時の圧迫感がなく、景観の観点から周囲との調和を図っている。
建設にあたっては隅田川は、川幅が約220ｍ、中央航路が約100ｍで水上交通量が多いことから、航路の閉鎖時間を短くできる大ブロック架設工法が選定され、部材は海上輸送とした。
。
。
写真で見る橋の構造美

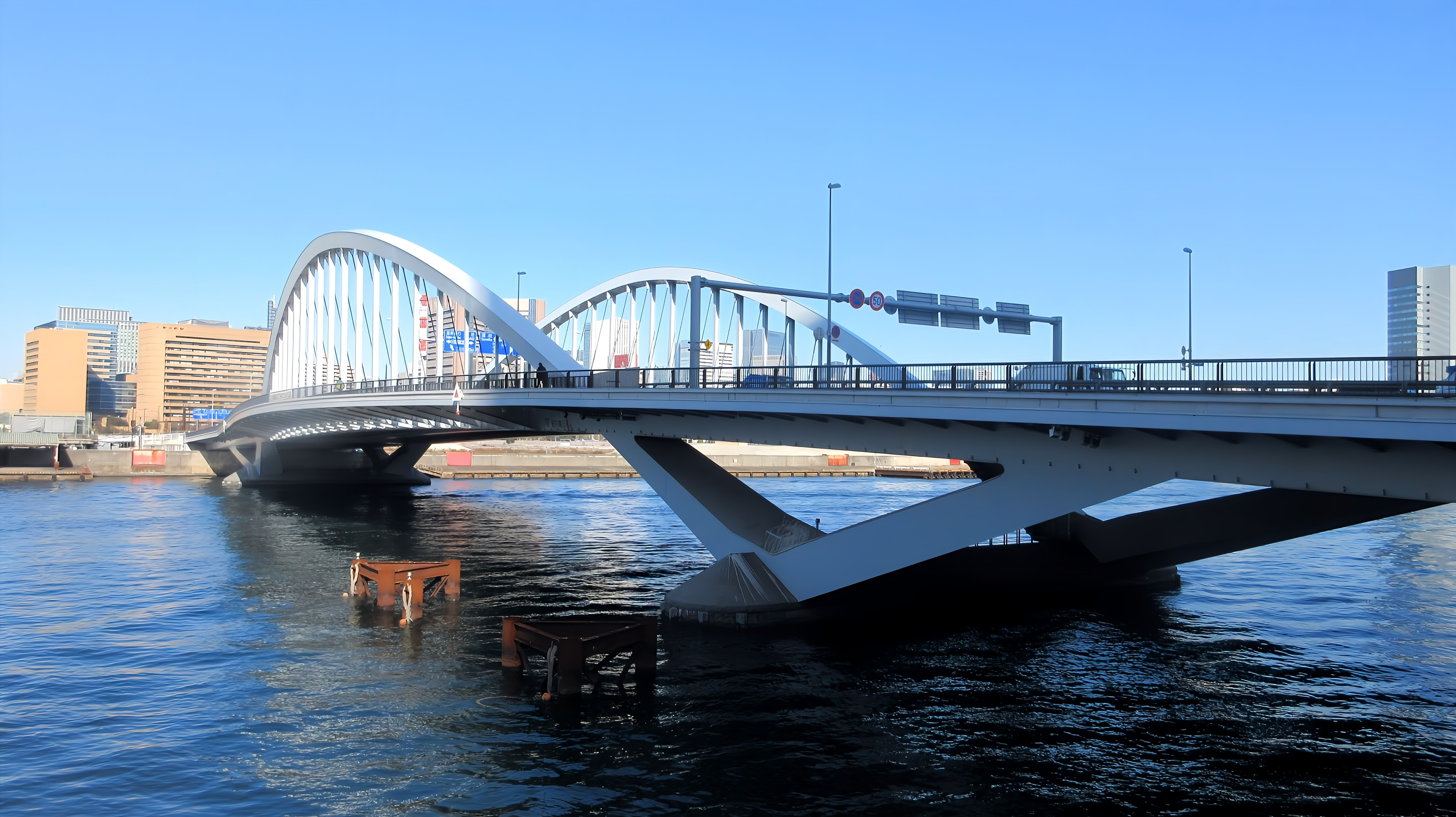
特徴的な双弦アーチ形式
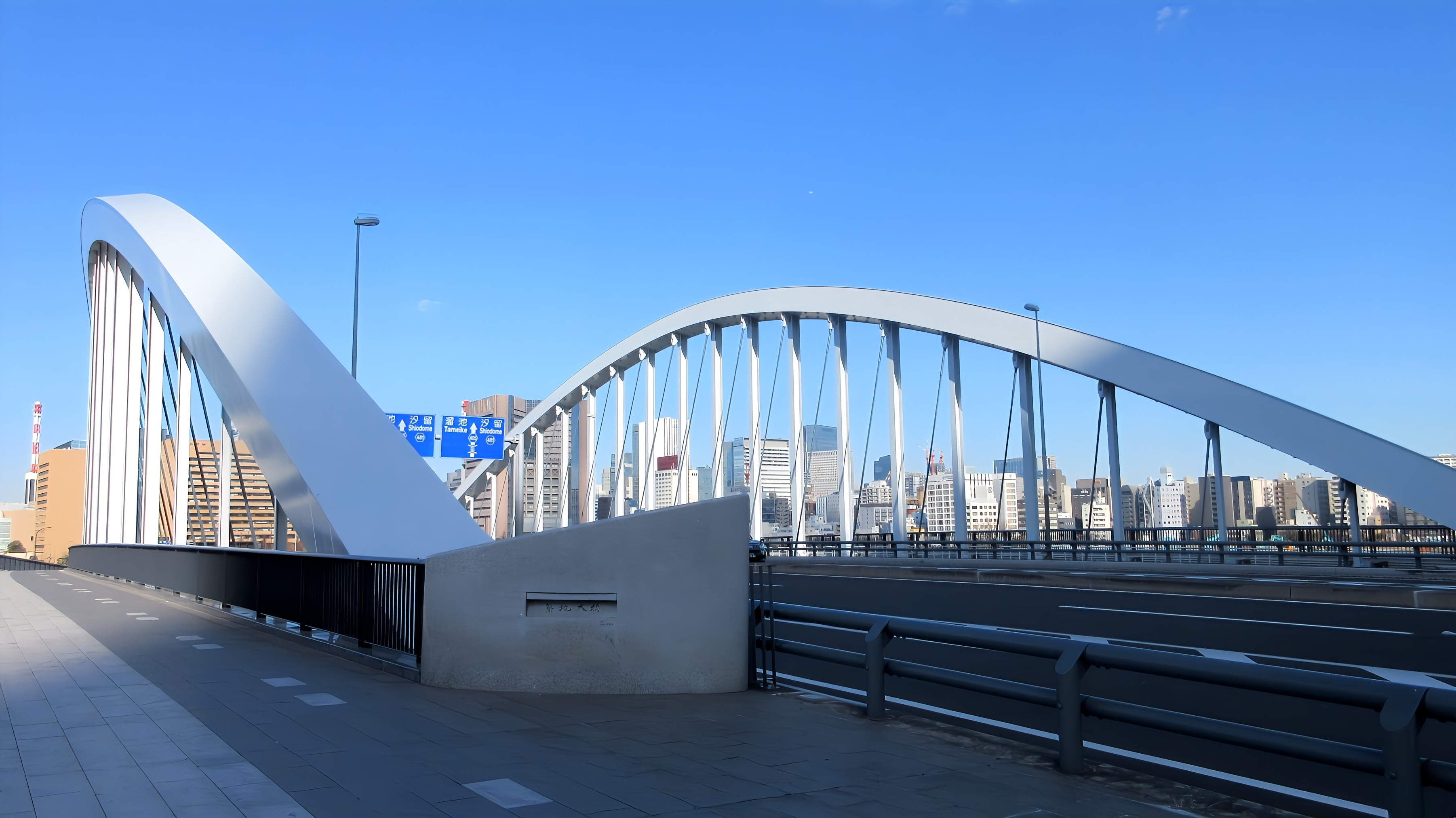
６車線＋両側歩道の広幅員

## 隣の橋
- 隅田川

（上流）- 中央大橋 - 佃大橋 - 勝鬨橋 -  築地大橋（下流）